# Dơi quạ Mariana
Dơi quạ Mariana (danh pháp hai phần: Pteropus mariannus) là một loài dơi thuộc Chi Dơi quạ, Họ Dơi quạ. Loài dơi quạ Mariana phân bố tại phía bắc quần đảo Mariana và Ulithi (một đảo san hô ở quần đảo Caroline). Việc mất nơi sống đã thúc đẩy nó đến tình trạng có nguy cơ tuyệt chủng và nó được liệt kê là bị đe dọa bởi U.S. Fish & Wildlife Service. Việc săn trộm và thợ săn thực phẩm làm hại con dơi này cũng như các động vật khác và các nguyên nhân tự nhiên.
Dơi quạ Mariana có kích thước trung bình nào nặng giữa 0,6 đến 1,1 lbs, và có chiều dài cẳng tay hoặc 5,3 đến 6,1 inch (13,4 đến 15,6 cm). Con đực của các loài dơi này có kích thước lớn hơn so với những con cái. Bụng của chúng có màu sắc từ màu đen sang màu nâu, cũng có lông màu xám. 

## Các phân loài
Có ba phân loài
- Pteropus mariannus mariannus (Dơi quạ Guam Mariana)
- Pteropus mariannus paganensis (Dơi quạ Mariana Pagan)
- Pteropus mariannus ulthiensis (Dơi quạ Ulithi Mariana)

## Hình ảnh

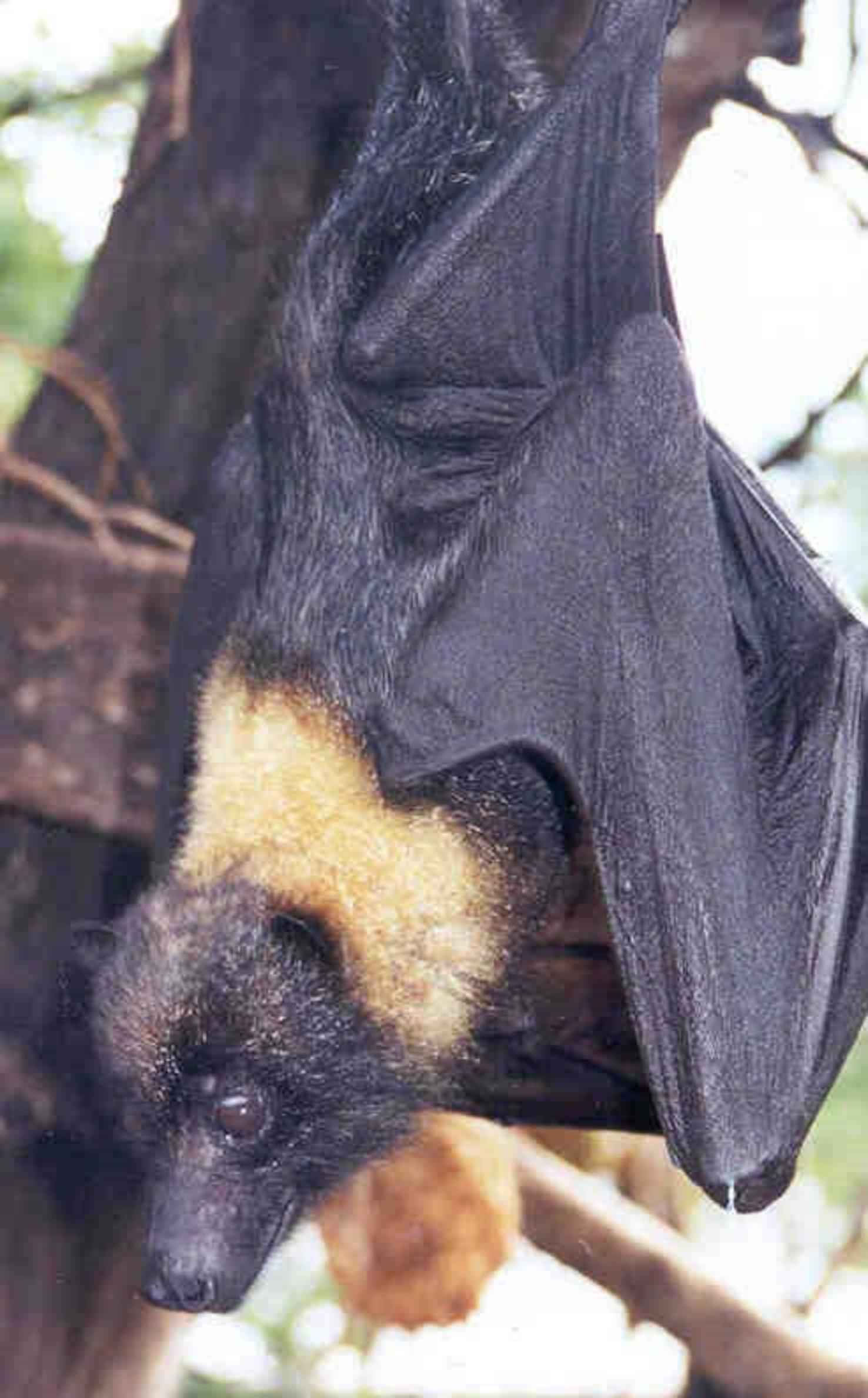
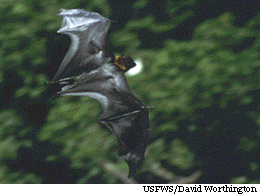